# Ian Somerhalder
Ian Joseph Somerhalder Lindsey (Covington, Louisiana, 8 de desembre de 1978) és un actor, model i productor estatunidenc. És conegut per interpretar a Boone Carlyle a la sèrie de televisió Lost i a Damon Salvatore a la sèrie The Vampire Diaries. També ha aparegut en altres sèries d'èxit com Smallville o CSI.

## Biografia

### Vida personal
Ian Somerhalder va néixer a Covington, Louisiana. És el fill d'Edna, una terapeuta de massatge, i Robert Somerhalder, un contractista d'obres de construcció independent. És el segon de tres fills, amb un germà gran, Robert, i una germana menor, Robyn. Va anar a l'escola catòlica privada St. Paul a Covington. Dels 10 als 13 anys es va embarcar en una carrera com a model i a l'edat de 17 anys va decidir dedicar-se a l'actuació.
Ian va sortir amb Nina Dobrev, actriu de Diaris de Vampirs, del 2010 al 2013. A mitjans del 2014, va començar a sortir amb Nikki Reed, amb qui es va casar el 26 d'abril del 2015 a Malibu, Califòrnia. El 2 de maig la parella va anunciar que esperaven una filla, Bodhi Soleil, que va néixer el 25 de juliol del 2017.

### Carrera
Somerhalder començà la seva carrera com a model, als 10 anys. Va treballar a Nova York, París, Milà i Londres. Els seus crèdits inclouen treballs de Calvin Klein, American Eagle Outfitters, Dolce & Gabbana, Gucci, Versace, i Guess durant dues temporades de tardor. Als 17 anys, començà a estudiar interpretació a Nova York.
A l'estiu de 2000, Somerhalder va protagonitzar la curta sèrie WB Young Americans, un spin-off de Dawson's Creek. Va fer el paper de Hamilton Fleming, el fill del degà d'un prestigiós internat. En 2002, Somerhalder va fer el personatge bisexual Paul Denton en l'adaptació de Roger Avary de la novel·la de Bret Easton Ellis, The Rules of Attraction, al costat de James Van Der Beek, Shannyn Sossamon i Jessica Biel.
El 2004, Somerhalder va aconseguir el seu gran paper quan va interpretar a Boone Carlyle en l'exitosa sèrie de televisió Lost. Malgrat la mort del seu personatge en l'episodi vint de la primera temporada, Somerhalder va tornar al paper de Boone per set episodis més entre 2005 i 2010, inclòs el final de la sèrie. Somerhalder va ser un dels primers actors a emetre un paper per a la sèrie i el primer personatge principal a morir.
El 2009, Somerhalder va aparèixer a la pel·lícula The Tournament on va actuar el paper d'un assassí participant en una competència letal amb altres assassins.
El juny de 2009, Somerhalder va començar a actuar com a el vampir Damon Salvatore de la sèrie de televisió The Vampire Diaries, sèrie habitual a la cadena The CW. Ha rebut moltes bones crítiques per ella. A partir de la tercera temporada, Ian ha sigut director d'alguns episodis de la sèrie.
A l'octubre de 2012 es va informar que Somerhalder havia actuat a la pel·lícula Time Framed, que havia començat a filmar a Los Angeles.

## Filmografia

### Cinema
| Any  | Títol                                        | Personatge                    |
| ---- | -------------------------------------------- | ----------------------------- |
| 1998 | Celebrity                                    |                               |
| 2001 | Life as a House                              | Josh                          |
| 2002 | Changing Hearts                              | Jason Kelly                   |
| 2002 | Les regles del joc (The Rules of Attraction) | Paul Denton                   |
| 2004 | The Old Man and the Stud                     | Matt                          |
| 2004 | In Enemy Hands                               | U.S.S. Swordfish Danny Miller |
| 2006 | National Lampoon's TV: The Movie             |                               |
| 2006 | Pulse                                        | Dexter McCarthy               |
| 2006 | The Sensation of Sight                       | Drifter                       |
| 2008 | The Lost Samaritan                           | William Archer                |
| 2009 | Wake                                         | Tyler                         |
| 2009 | The Tournament                               | Miles Slade                   |
| 2010 | How to Make Love to a Woman                  | Daniel Meltzer                |
| 2013 | Caught on Tape                               | Officer Lewis                 |
| 2013 | Time Framed                                  | Agent Black                   |
| 2014 | The Anomaly                                  | Harkin Langham                |

### Televisió
| Any            | Títol                             | Personatge        | Notes                                  |
| -------------- | --------------------------------- | ----------------- | -------------------------------------- |
| 1997           | The Big Easy                      | I.Q.              | Episodi: "The Black Bag"               |
| 1999           | Now and Again                     | Brian             | Episodi: "A Girl's Life"               |
| 2000           | Young Americans                   | Hamilton Fleming  | Paper principal                        |
| 2001           | Anatomy of a Hate Crime           | Russell Henderson | Pel·lícula de televisió                |
| 2002           | CSI: Crime Scene Investigation    | Tony Del Nagro    | Episodi: "Revenge Is Best Served Cold" |
| 2002           | Law & Order: Special Victims Unit | Charlie Baker     | Episodi: "Dominance"                   |
| 2003           | CSI: Miami                        | Ricky Murdoch     | Episodi: " The Best Defense"           |
| 2004           | Fearless                          | Jordan Gracie     |                                        |
| 2004           | Smallville                        | Adam Knight       | 6 episodis                             |
| 2007           | Marco Polo                        | Marco Polo        | telefilm                               |
| 2007           | Tell Me You Love Me               | Nick              | 6 episodis                             |
| 2008           | Lost City Raiders                 | Jack Kubiak       | telefilm                               |
| 2009           | Fireball                          | Lee Cooper        | telefilm                               |
| 2004-2007;2010 | Lost                              | Boone Carlyle     |                                        |
| 2009-2017      | The Vampire Diaries               | Damon Salvatore   | Paper principal                        |
| 2014           | Years of Living Dangerously       | Ell mateix        |                                        |
| 2019           | V Wars                            | Dr. Luther Swann  |                                        |
| 2020           | Kiss the Ground                   | Ell mateix        |                                        |